# 桑名鉄城
桑名 鉄城（くわな てつじょう、元治元年（1864年） – 昭和13年（1938年））は、近代日本の篆刻家である。
名は箕、字は星精、号は鉄城・大雄山民。富山の人。

## 略伝
幼時のころ郷儒小西有義に素読と書を習い、のち遠江で山岡鉄舟に剣術を学んだ。
さらに金沢へ行って北方心泉に篆法金石学を授けられた。いったん京都に出たが、明治30年頃に渡華して趙之謙、徐三庚、呉昌碩の刻法を身につけて帰国。円山大迂とともに京における新作風の大家と称された。印譜に『九華室印存』・『天香閣印存』がある。
巖谷一六・江馬天江・永坂石埭・田能村直入・富岡鉄斎ら文人と交遊した。